# SIP trunking
SIP trunking là một công nghệ và dịch vụ truyền phương tiện dựa trên giao thức khởi tạo phiên (SIP) của voice over Internet Protocol (VoIP), mà các nhà cung cấp dịch vụ điện thoại trên Internet (ITSPs) cung cấp cho khách hàng trang bị IP-PBX dựa trên SIP và các tiện ích liên lạc thống nhất.  Hầu hết các ứng dụng liên lạc thống nhất cung cấp âm thanh, video và các ứng dụng truyền phương tiện khác như chia sẻ màn hình, hội nghị trực tuyến và bảng trắng chung. 

## Domains
Cấu trúc của SIP trunking cung cấp một phân vùng của mạng liên lạc thống nhất thành hai lĩnh vực chuyên môn khác nhau:
- Private domain: đề cập đến một phần của mạng được kết nối đến PBX hoặc máy chủ liên lạc thống nhất.
- Public domain: đề cập đến phần của mạng cho phép truy cập vào mạng điện thoại chuyển mạch công cộng (PSTN) hoặc mạng di động công cộng (PLMN).

Sự kết nối giữa hai lĩnh vực phải thông qua một SIP trunk. Sự kết nối giữa hai lĩnh vực, được tạo bởi vận chuyển qua giao thức Internet Protocol (IP), liên quan đến việc đặt ra các quy tắc và quy định cụ thể cũng như khả năng xử lý một số dịch vụ và giao thức thuộc tên gọi SIP trunking.
ITSP có trách nhiệm với cơ quan quản lý đối với tất cả các nghĩa vụ pháp lý sau đây của public domain: 
- Theo dõi lưu lượng;
- Xác định người dùng;
- Thực hiện các cơ chế ngăn chặn hợp pháp.

Private domain thì không bị ràng buộc pháp lý đặc biệt và có thể thuộc về ITSP, người dùng cuối (doanh nghiệp) hoặc bên thứ ba cung cấp dịch vụ thoại cho công ty.

## Cấu trúc
Mỗi lĩnh vực có các thành phần thực hiện các tính năng đặc trưng yêu cầu của lĩnh vực đó, đặc biệt là kết quả (là một phần của bất kỳ mạng phía trước nào đến khách hàng) được chia logic thành hai cấp:
Kiểm soát truy cập (Class 5 softswitch);
Các thành phần đường biên mạng tách biệt public domain khỏi private domain, thực hiện tất cả các chính sách bảo mật điện thoại của ITSP thích hợp.
Private domain bao gồm ba cấp độ:
- Các phần tử tách biệt doanh nghiệp giữa public domain và private domain, thực hiện các chính sách bảo mật phù hợp của công ty
- Trung tâm nút chuyển mạch doanh nghiệp
- IP PBX